# Шоль, Клодин
Клодин Шоль (люкс. Claudine Schaul; род. 20 августа 1983, Люксембург) — люксембургская профессиональная теннисистка. Спортсменка года в Люксембурге (2003), знаменосец сборной Люксембурга на Олимпиаде в Афинах.

## Спортивная карьера
Клодин Шоль родилась в учительской семье: её отец был педагогом, и по его стопам пошли два брата Клодин — Патрик и Паскаль. Паскаль, преподаватель физического воспитания, был членом сборной Люксембурга в Кубке Дэвиса. Сама Клодин начала играть в теннис в четыре года.
Свои первые игры в турнирах женского цикла ITF Шоль провела в 1998 году, в этом же году впервые выступив за национальную сборную в Кубке Федерации, а через два года уже сыграла свои первые финалы на этом уровне. Первые титулы в турнирах ITF (два в одиночном и один в парном разряде) были завоёваны в 2002 году.
2003 год стал для Шоль годом прорыва. На Открытом чемпионате США она добралась до третьего круга, обыграв по пути 17-ю ракетку мира Анну Смашнову. Вскоре после этого она впервые вошла в рейтинге Женской теннисной ассоциации (WTA) в первую сотню, а затем улучшила свою позицию после выхода в четвертьфинал Открытого чемпионата Японии, победив посеянную третьей в турнире Катарину Среботник и проиграв только будущей чемпионке Марии Шараповой.
По итогам 2003 года Клодин Шоль была названа спортсменкой года в Люксембурге. Однако её лучший сезон был ещё впереди. Уже в январе 2004 года она завоевала первый в карьере титул в турнирах WTA, победив в Канберре в паре с Еленой Костанич. Вскоре после этого на Открытом чемпионате Австралии она во второй раз подряд дошла до третьего круга на турнире Большого шлема, победив 21-ю ракетку мира Елену Бовину. В мае к парному титулу в турнирах WTA добавилась и победа в одиночном разряде в Страсбурге, где Шоль обыграла в четвертьфинале 13-ю ракетку мира Ай Сугияму, а в финале, во втором за карьеру матче против соперницы из первой десятки рейтинга, — четвёртую ракетку мира Линдсей Дэвенпорт. После этого она поднялась в одиночном рейтинге до 41-го места, высшего в своей карьере. Летом Шоль ещё дважды доходила в турнирах WTA до парных финалов, и в августе национальный Олимпийский комитет удостоил её права нести знамя Люксембурга на открытии Олимпийских игр в Афинах. На олимпийском турнире Клодин, однако, проиграла уже в первом круге и в одиночном, и в парном разряде.
После этого успехи Шоль резко пошли на спад. В 2005 году в турнирах WTA она ни разу не пробилась дальше второго круга, 11 раз проиграв в первом и семь раз в квалификации, за год опустившись в одиночном рейтинге больше чем на сто мест, а в парном больше чем на 150. В дальнейшем она сумела выиграть ещё несколько турниров ITF, но результатов, близких к показанным в 2004 году, уже не достигала. Клодин Шоль завершила выступления в индивидуальных турнирах в середине 2010 года, вернувшись на корт на полтора сезона в 2011—2013 годах, но продолжала выступать за сборную Люксембурга в Кубке Федерации вплоть до 2019 года. Она провела в общей сложности 85 встреч (30 побед и 16 поражений в одиночном разряде, 12 побед и 27 поражений в парном).

## Положение в рейтинге в конце года
| Разряд    | 1999 | 2000 | 2001 | 2002 | 2003 | 2004 | 2005 | 2006 | 2007 | 2008 | 2009 | 2010 | 2012 |
| --------- | ---- | ---- | ---- | ---- | ---- | ---- | ---- | ---- | ---- | ---- | ---- | ---- | ---- |
| Одиночный | 551  | 356  | 261  | 132  | 81   | 61   | 165  | 195  | 515  | 389  | 388  | 995  | 788  |
| Парный    | 287  | 287  | 913  | 257  | 267  | 71   | 230  | 273  | 209  | 297  | 390  | -    | 815  |

## Финалы турниров за карьеру

### Одиночный разряд

#### Финалы турниров WTA (1-0)
| Легенда           |
| ----------------- |
| III категория (1) |

| Результат | №  | Дата        | Турнир             | Покрытие | Соперница в финале | Счёт в финале |
| --------- | -- | ----------- | ------------------ | -------- | ------------------ | ------------- |
| Winner    | 1. | 17 мая 2004 | Страсбург, Франция | Грунт    | Линдсей Дэвенпорт  | 2-6, 6-0, 6-3 |

#### Финалы турниров ITF (4-6)
| Легенда:       |
| -------------- |
| 100.000 USD    |
| 75.000 USD     |
| 50.000 USD     |
| 25.000 USD (2) |
| 10.000 USD (2) |

| Результат | №  | Дата             | Турнир                   | Покрытие  | Соперница в финале    | Счёт в финале      |
| --------- | -- | ---------------- | ------------------------ | --------- | --------------------- | ------------------ |
| Поражение | 1. | 7 августа 2000   | Ребек, Бельгия           | Грунт     | Каролин Мэй           | 6-1, 6-76, 3-6     |
| Поражение | 2. | 6 ноября 2000    | Вильнав-д'Орнон, Франция | Грунт (i) | Каролин Мэй           | 0-4, 1-4, 5-4, 1-4 |
| Поражение | 3. | 5 февраля 2001   | Редбридж, Великобритания | Хард (i)  | Эва Дюрберг           | 2-6, 2-6           |
| Поражение | 4. | 19 марта 2002    | Ла-Каньяда, США          | Хард      | Лора Гренвилл         | 6-1, 2-6, 3-6      |
| Победа    | 1. | 2 июля 2002      | Вайхинген, Германия      | Грунт     | Штефани Герлайн       | 6-3, 3-6, 6-4      |
| Победа    | 2. | 16 сентября 2002 | Люксембург               | Грунт     | Натали Виерин         | 6–2, 4–6, 6–4      |
| Поражение | 5. | 8 июня 2003      | Марсель, Франция         | Грунт     | Аранча Парра Сантонха | 2-6, 1-6           |
| Поражение | 6. | 21 февраля 2006  | Сент-Пол, Миннесота, США | Хард (i)  | Милагрос Секера       | 1-6, 2-6           |
| Победа    | 3. | 11 августа 2008  | Коксейде, Бельгия        | Грунт     | Даниэль Хармсен       | 7-62, 7-67         |
| Победа    | 4. | 19 января 2009   | Рексем, Великобритания   | Хард (i)  | Констанс Сибий        | 6-1, 3-6, 6-4      |

### Парный разряд
| Легенда         |
| --------------- |
| II категория    |
| III категория   |
| IV категория    |
| V категория (1) |

#### Финалы турниров WTA (1-2)
| Результат | №  | Дата           | Турнир                  | Покрытие | Партнёрша      | Соперницы в финале          | Счёт в финале |
| --------- | -- | -------------- | ----------------------- | -------- | -------------- | --------------------------- | ------------- |
| Победа    | 1. | 11 января 2004 | Канберра, Австралия     | Хард     | Елена Костанич | Каролин Денен Лиза Макши    | 6-4, 7-63     |
| Поражение | 1. | 14 июня 2004   | Хертогенбос, Нидерланды | Трава    | Елена Костанич | Лиза Макши Милагрос Секера  | 6-73, 3-6     |
| Поражение | 2. | 12 июля 2004   | Станфорд, США           | Хард     | Ивета Бенешова | Элени Данилиду Николь Пратт | 2-6, 4-6      |

#### Финалы турниров ITF (3-4)
| Легенда:       |
| -------------- |
| 100.000 USD    |
| 75.000 USD     |
| 50.000 USD (1) |
| 25.000 USD     |
| 10.000 USD (2) |

| Результат | №  | Дата            | Турнир                 | Покрытие  | Партнёрша         | Соперницы в финале                      | Счёт в финале    |
| --------- | -- | --------------- | ---------------------- | --------- | ----------------- | --------------------------------------- | ---------------- |
| Победа    | 1. | 26 февраля 2002 | Бухен, Германия        | Ковёр (i) | София Арвидссон   | Анна Бастрикова Клаудиа Кардис          | 6-0, 7-5         |
| Поражение | 1. | 2 сентября 2002 | Денен, Франция         | Грунт     | Юлия Бейгельзимер | Ольга Благотова Габриэла Навратилова    | 3-6, 0-6         |
| Победа    | 2. | 27 января 2003  | Ортизеи, Италия        | Ковёр (i) | Ванесса Хенке     | Ольга Благотова Габриэла Навратилова    | 6-1, 6-2         |
| Поражение | 2. | 24 июля 2006    | Петанж, Люксембург     | Грунт     | Лина Станчюте     | Эрика Краут Фредерика Пиедаде           | 3-6, 3-6         |
| Поражение | 3. | 23 июля 2007    | Петанж                 | Грунт     | Мартина Мюллер    | Карла Суарес Наварро Анастасия Екимова  | 7-64, 1-6, 6-71  |
| Поражение | 4. | 28 июля 2008    | Бад-Заульгау, Германия | Грунт     | Анна Флорис       | Симона Добра Тереза Гладкова            | 1-6, 6-4, [8-10] |
| Победа    | 3. | 12 января 2009  | Глазго, Великобритания | Хард (i)  | Сандра Клеменшиц  | Николетт ван Эйтерт Виктория Емельянова | 6-3, 4-6, [10-7] |